# 303 f.Kr.

## Händelser

### Efter plats

#### Seleukiderriket
- Seleukos I Nikator expanderar sitt kungarike genom Persien, ända bort till Indien, men hans framryckningar stoppas så småningom av Chandragupta Maurya, grundaren av Mauryadynastin i Indien. I ett avtal mellan de båda ledarna går Seleukos med på att avträda visst territorium i utbyte mot 500 krigstränade elefanter.
- Seleukos återgrundar staden Orrhoa i Mesopotamien som en militärkoloni och blandar grekiska nybyggare med dess persiska befolkning. Han döper den till Edessa till minne av Makedoniens gamla huvudstad.

#### Grekland
- Kassander och Lysimachos övertalar Seleukos och Ptolemaios att gå med dem i deras försök att krossa Antigonos.
- Demetrios Poliorketes ockuperar Korinth, Sikyon och Argos på Peloponnesos varvid Achaia, Elis och nästan hela Arkadien går med på hans sida.

#### Italien
- Städerna i Tarentum söker hjälp av den spartanske generalen Kleonymos. Han lyckas pacificera lukanierna med romarnas avtal.